# Campionato austriaco di hockey su pista 2022
Il Campionato Austriaco 2022 (de:Österreichischer Meister) è stata la 29ª edizione dell'omonimo torneo riservato alle squadre di hockey su pista austriache. La competizione è iniziata il 26 giugno e si è conclusa 1º luglio 2022. Il titolo è stato vinto dal Dornbirn per la sedicesima volta nella sua storia.

## Stagione

### Formula
Il Campionato austriaco di hockey su pista 2022 vede ai nastri di partenza due club. Le due squadre si affrontarono in una finale con gare di andata e ritorno la cui vincitrice è stata proclamata campione d'Austria.

## Risultati
| Squadra 1 | Totale | Squadra 2 | Andata | Ritorno |
| --------- | ------ | --------- | ------ | ------- |
| Dornbirn  | 13 - 5 | Wolfurt   | 7 - 2  | 6 - 3   |

| Dornbirn 26 giugno 2022 | Dornbirn | 7 – 2 | Wolfurt | Stadthalle |

| Wolfurt 1º luglio 2022 | Wolfurt | 3 – 6 | Dornbirn | HockeyArena |